# Pseudoglomus pompholyx
Pseudoglomus pompholyx is een tweekleppigensoort uit de familie van de Malletiidae. De wetenschappelijke naam van de soort is voor het eerst geldig gepubliceerd in 1889 door Dall.